# N-carbamilglutamat
El N-carbamilglutamat (NCG) es un anàleg sintètic estructural del N-acetilglutamat (NAG) i també és un derivat de l'àcid L-glutàmic. Aquesta molècula és l'activador al·lostèric de l'enzim carbamoil-fosfat sintetasa-1 (CPS1); un enzim mitocondrial dels hepatòcits i de les cèl·lules intestinals que detoxifica l'amoníac en el cicle de la urea, passant-lo d'amoni (tòxic) a carbamil-fosfat (no-tòxic).

### Estructura i propietats químiques
La formula molecular del N-carbamilglutamat és {\displaystyle {\ce {C6H10N2O5}}}. Aquesta formarà una estructura d'una urea que és el derivat N-carbamoil de l'àcid glutàmic. El NCG és una molècula amb una gran polaritat. Té dos grups funcionals claus, que són els que li permeten actuar de manera eficaç amb l'enzim CSP1, imitant l'efecte activador del NAG al cicle de la urea. Aquests grups són el carbamoil (NH2CO) i dos grups carboxílics (COOH) en posicions alfa i gamma de la cadena del glutamat. Alhora té un centre quiral al carboni alfa del glutamat, és a dir, que està unit a quatre radicals diferents, la qual cosa li proporciona una configuració tridimensional específica.
Al ser un derivat de l'àcid glutàmic i tenir dos grups carboxilics, aquesta biomolècula es comportarà com un àcid Bronsted dèbil quan es dissolgui en l'aigua. Els valors de solubilitat i de pKa d'aquesta biomolècula són 19,1 mg/mL i 3.36 respectivament. És una molècula no-tòxica i que està lliure de efectes secundaris

### Descobriment
La molècula va ser desenvolupada com un anàleg sintètic del NAG (N-acteilglutamat), la molècula que activa el CSP1 en la primera part del cicle de la urea dels mamífers. El descobriment i el desenvolupament del NCG va sorgir com una resposta terapèutica pels casos amb hiperamonèmia en individus amb deficiència de NAG (N-acetilglutamat), una modificació genética que impedeix la eliminació adequada del amoníac del cos, mitjançant el cicle de la urea.
Importància bioquímica
L'activació de la carbamoil-fosfat sintetasa-1 (CPS1) és essencial per mantenir els nivells d'amoníac dins dels límits segurs. Aquest enzim catalític és un dels 5 que són requerits per la ureagènesi. La CPS1 és un enzim complex amb diversos dominis que té dos centres actius separats que catalitzen una reacció de tres passos. Aquesta reacció implica dos intermedis intraenzimàtics, altament inestables, i una migració intermèdia entre ambdós centres actius. CPS1 és un enzim clau pel bon funcionament del cicle de la urea i per la via de síntesi endògena d'arginina.
El primer enzim del cicle de la urea és la CPS1, que catalitza la conversió d'amoníac, bicarbonat i trifosfat d'adenosina a carbamoilfosfat. A més a més, és el pas inicial que limita la velocitat del cicle de la urea. En aquest cicle de la urea, que es dona gràcies a una cascada de reaccions en cadena, també intervenen altres enzims. La formació de N-Acetilglutamat (NAG) a partir de glutamat i acetil-CoA és una reacció que es dona a la matriu mitocondrial, está catalitzada per N-acetilglutamat sintasa (NAGS). NAG és un activador al·lostèric de carbamoil-fosfat sintetasa-1, igual que el NCG, per tant és imprescindible pel bon funcionament del cicle de la urea.
La deficiència d'un d'aquests enzims a la via provoca un trastorn al cicle de la urea, que dona lloc a hiperamonèmia i una descompensació metabòlica en la infància perillosa per a la vida. Els supervivents de la descompensació sovint tenen una lesió neurològica greu, per aquest motiu cal un reconeixement ràpid per a poder aplicar el tractament el més aviat possible.

### Comparació amb el glutamat
El glutamat és un dels 20 aminoácids existents, que principalment actua com a neurotransmissor i està format a partir de glucosa i glutamina.
En quant a les funcions que realitzen, el N-Carbamilglutamat juga un paper molt important en l'activació de CPS1, que serveix per poder dur a terme un dels primers passos en el cicle de la urea, la conversió d'amoníac a urea. D'altra banda el glutamat, que principalment el trobem en forma de glutamat monosòdic, té altres funcions, la més coneguda, la de potenciador de sabor, que podem obtenir a partir de processos de fermentació, però no hi participa en l'activació de CPS1.

### Comparació amb el N-acetilglutamat

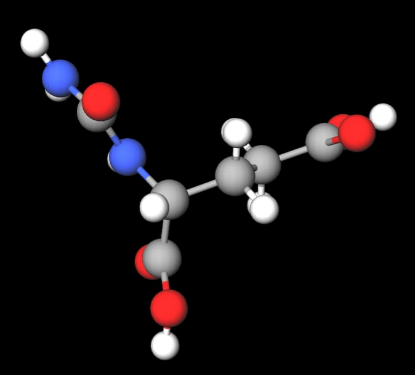
Representació 3D N-Carbamilglutamat

El NCG y el NAG són tant estructuralment similars que els dos són capaços d’activar l’enzim CPS1 en seu centre al·lostèric. Topològicament parlant, ambdues biomolècules tenen un esquelet principal d’àcid glutamic; l’única diferència és que en el NAG està unit a un grup acetil i en el NCG està unit a un grup carbamoil. Tot i que tots dos són activadors del CPS1, el NCG ha estat escollit sobre el NAG per al l’ús terapèutic, perquè és una molècula més estable que manté la seva integritat fins i tot quan s’ingereix i s’exposa a sucs gàstrics àcids.

### Vies metabòliques
El N-carbamilglutamat (NCG) augmenta la ureagènesi, i metabòlicament és més resistent que el NAG a la hidròlisi que duu a terme l'aminoacetilasa. Això permet que el NCG passi cap als enteròcits del l'intestí prim i posteriorment al fetge on activarà el cicle de la urea per produir Arg, òxid nítric (NO) i poliamines.

## Aplicacions del NCG
El NCG té dues aplicacions comercialitzades principals. Aquestes són el tractament per les persones amb nivels alts d'amoníac, i la segona aplicació és com a suplement alimentari per l'indústria ramadera. Aquests són els dos usos comercials principals, però també és utilitzat en estudis bioquímics del cicle de l'urea.
Aplicacions en la medicina
En el context mèdic, l'administració de NCG a persones amb una deficiència de NAG sintasa (NAGS) normalitza la concentració d'amoníac en sang. L'amoníac és tòxic per al sistema sistema nerviós central i el dany es torna irreversible quan les concentracions en sang arriben entre 200 i 500 μM/L, especialment durant els dos primers anys de vida. Les persones que tenen la deficiència d'aquest enzim pateixen de trastorns genètics com l'acidèmia propiònica i metilmalònica, cosa que indica que aquests pacients tenen una activació del CPS1 disminuïda. Aleshores, la teràpia NCG s'ha d'utilitzar per promoure la síntesi de carbamil fosfat en síndromes en els quals aquesta reacció està compromesa. Alguns exemples de síndromes que comprometen els nivells de CPS1 són: acidèmies orgàniques, trastorns de l'oxidació d'àcids grassos i encefalopatia hepàtica. De la mateixa manera, l'administració de NCG també podria beneficiar a les persones que tenen hiperamonèmia a conseqüència del tractament amb àcid valproic. Per tractar la majoria dels casos, el NCG s'utilitza per si sol. No obstant això, s'està desenvolupant una tecnica que junt amb el virus adenoassociat (AAV), mitjançant teràpia gènica, treballa per reduir els nivells d'amoníac en sang més eficaçment.

### Aplicacions en l'indústria ramadera
A la Xina, s'ha demostart que el NCG és aditiu alimentari substitut d'arginina efectiu i de baix cost. El 2014, ministeri d'agriultura xinès va aprovar el NCG com a adtitiu alimentari per al seu ús en ramaderia. Això és degut al fet que diversos estudis han indicat que l'administració oral del NCG augmenta la concentració plasmàtica d'arginina dels garrins en un 68% i el guany de pes en un 61% en 10 dies. A més, s'ha trobat un efecte similar de l'NCG en la promoció del creixement i la millora del rendiment reproductiu en altres espècies animals, com ara la rata, el bestiar boví, les ovelles, les cabres i els pollastres. Finalment, l'NCG no pot ser catabolitzat per les desacilases ni les enzims del metabolisme d'aminoàcids, i no causa antagonisme nutricional amb altres aminoàcids, especialment la lisina, el triptòfan i la histidina.